# Henri Barrio
Henri Barrio est un pyrénéiste français né le 22 décembre 1912 à Bizanos (Pyrénées-Atlantiques) et mort le 14 décembre 1969 à Pau.

## Biographie

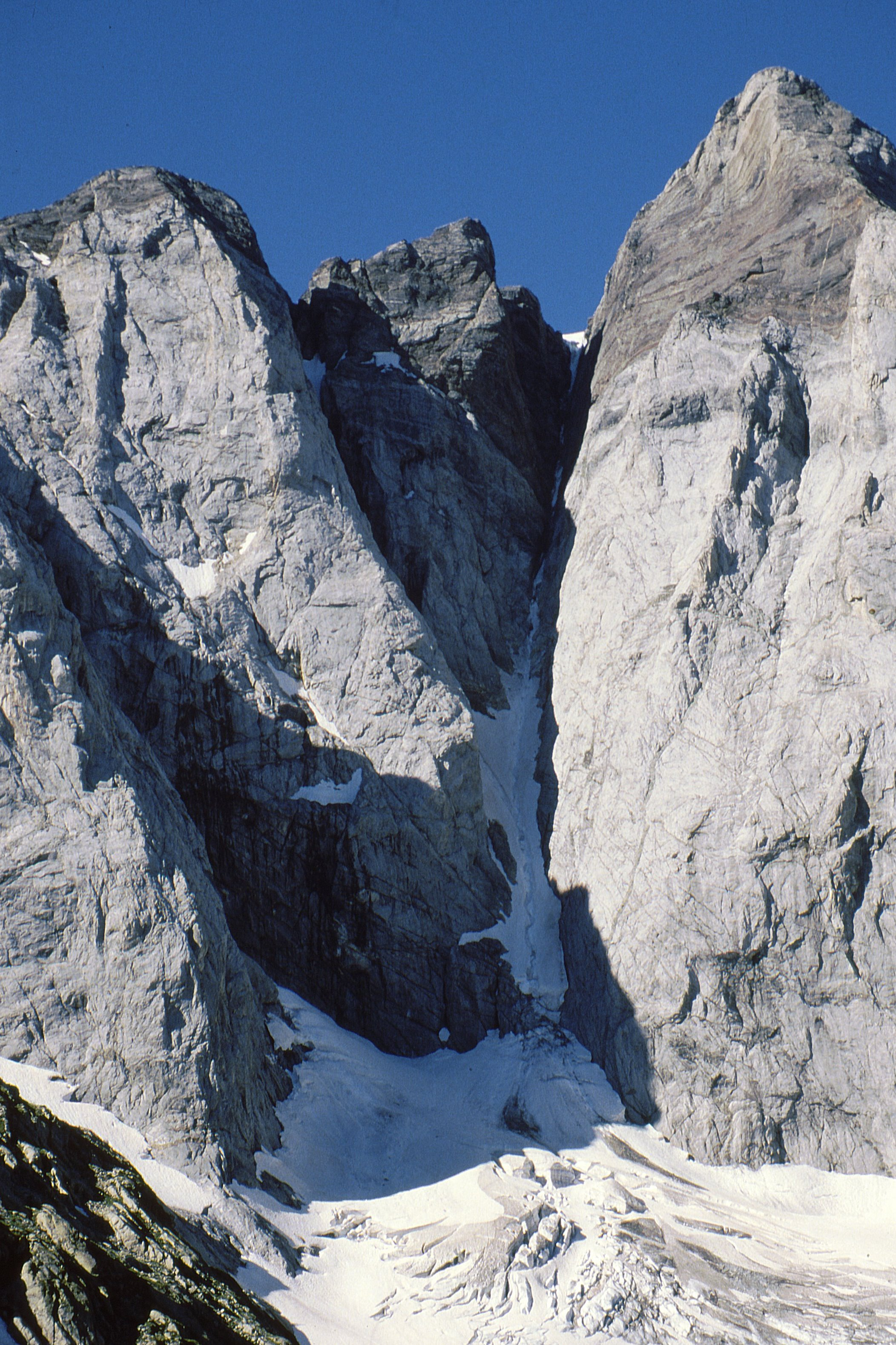
Vue de la pique Longue (à droite) et du couloir de Gaube (au centre).

Bien que handicapé et de santé précaire (il a une main et un pied atrophiés, le cœur hypertrophié, une tension artérielle excessive, un œil sans cristallin après une chute de ski…), il compense ces faiblesses par une fougue et une volonté sans failles. Son nom reste associé à l'une des conquêtes symboliques du pyrénéisme : la face nord  de la pique Longue (sommet principal du Vignemale).
En 1933, il réussit avec Joseph Aussat et Joseph Loustaunau la deuxième ascension du couloir de Gaube sur la face nord du massif du Vignemale, quarante-quatre ans après la première escalade. Il brûle ainsi la politesse à son ancien condisciple d’école et rival de toujours, François Cazalet, pour qui la réédition du couloir de Gaube était un objectif absolu. En la tentant quelques jours après avec Robert Ollivier et des membres du Groupe pyrénéiste de haute montagne qu’ils viennent de fonder, Cazalet retrouve des pitons caractéristiques de Barrio, et un piolet abandonné.
Toujours en 1933, un mois après ce succès, Barrio s'attaque en compagnie de Robert Bellocq à la face nord de la pique Longue, devançant encore Cazalet. Bien qu'ils aient emporté trente pitons, aucun n'est employé.
En 1939, il est nommé guide skieur breveté de haute montagne au Club alpin français pour la vallée d’Aspe. Instituteur, il est membre d’un groupe de Résistance et « passeur » pendant la Seconde Guerre mondiale. Il est arrêté par les Allemands et parvient à les faire douter de la réalité des accusations portées contre lui en leur détaillant ses multiples handicaps. Au lieu de partir directement en déportation, il est envoyé à Toulouse et parvient à sauter du train et à traverser le Gave. Il gagne la vallée d’Aspe où Pierre Bourdieu, le premier vainqueur du Capéran de Sesques, le reçoit et le cache. Après la guerre, il organise des camps de jeunesse en montagne.
Communiste, très engagé dans les idéaux de l’éducation populaire, on lui doit la création du refuge de l'Abérouat, en vallée d'Aspe.